# Korbuly Péter
Korbuly Péter (Újpest, 1946. október 13. –) Kazinczy-díjas magyar bemondó, műsorvezető, beszédtanár, színész.

## Életpályája
Az erdélyi örmény Korbuly / Corbulián család leszármazottja.  1969-ben végzett a Színház- és Filmművészeti Főiskolán, Szinetár Miklós osztályában. Friss diplomás színészként, a kecskeméti Katona József Színházhoz szerződött. 1971-től a győri Kisfaludy Színház tagja lett. Ádám Ottó hívására, 1974-től a Madách Színházban szerepelt. Színészi pályájáról mesélte: 

„Amikor rádöbbentem, hogy a vidéki színésznek nincs mása, csak adóssága, otthagytam Kecskemétet, ahová a főiskola után kerültem. Pesten pedig azt kellett tudomásul vennem, hogy a színész élete pokolian megalázó. Pedig a Madáchba hívtak, hogy a »tehetség ne kallódjon el« – csak éppen szerepet nem kaptam.”

1976-tól gyakornokoskodott a Rádióban, 1977 júniusától lett a Magyar Rádió bemondója. A pályaváltásról mondta 1992-ben: 

„…Dömök Gabival – akit immár tizenhat éve mondhatok kollégámnak – szomszédok voltunk. Borozgatás közben vetette fel, nem szeretnék-e bemondó lenni? Nem, válaszoltam akkor »kitérőleg«. Később aztán kiderült, nagyon jó cserét csináltam, pillanatok alatt beleszerettem a dologba.”

20 évig dolgozott a Magyar Televízióban is, ahol a híradó egyik műsorvezetője, hírolvasója volt.

„Úgy vélem, a tv-híradó kínálja a legrangosabb hírolvasási lehetőséget. Számomra nem volt szokatlan a televíziózás, hiszen előzőleg három évig a Színházi album műsorvezetője voltam.”

2016-ig az MTVA Montágh Testületének elnöke volt. 2007-ig a bemondók vezetőjeként volt aktív rádiós, nyugdíjasként is foglalkoztatják. Filmek főcímeiben, valamint az intenzív Fideszes propaganda kampányokban is rendszeresen hallható a hangja.

## Színházi szerepeiből
- William Shakespeare: Macbeth... Lennox
- Bertolt Brecht: A kaukázusi krétakör... Szárnysegéd
- Tennessee Williams: Az ifjúság édes madara... Scotty
- Szigligeti Ede: Liliomfi... Adolf, Schwartz fia
- Heltai Jenő: A néma levente... Beppo
- Molnár Ferenc: Egy, kettő, három... Krisztián
- Móricz Zsigmond: A murányi kaland... Bedelázi Jób
- Karinthy Ferenc: Budapesti tavasz... Pintér Zoltán
- Illés Endre: Spanyol Izabella... Ricardo; Boabdil
- Szakonyi Károly: Adáshiba... Imrus
- Örkény István: Macskajáték... Józsi
- Brandon Thomas: Charley nénje... Larry, diák
- Galgóczi Erzsébet: A főügyész felesége... Sofőr
- Gerencsér Miklós: Isten városa... Holló Kálmán, kardműves
- Z. Szabó László: Utolsó stáció... Orvos; Mikola

## Filmjei

### Filmek, sorozatok
- Nincs kegyelem – Narrátor (2016)
- #Sohavégetnemérős – Narrátor (2016)
- Az ember tragédiája – Géphang (hang) (2011)
- Kisváros (televíziós sorozat, 1997) – Lendvai rendőrkapitány
- Floris von Rosemund (televíziós sorozat, 1975) – Ritter Grossmaul von Stramm
- Sztrogoff Mihály (televíziós sorozat, 1975) – Taizis
- Die Parade (televíziós sorozat, 1971) 3. – Lautnant
- Rózsa Sándor (televíziós sorozat, 1969)
- Az ember tragédiája (1969)
- A tanú – Virág elvtárs testőre (1969)

## Rádiós munkáiból
- Éjfél után (Petőfi Rádió)
- Petőfi délután (Petőfi Rádió)
- Muzsikáló reggel (Bartók Rádió)

## Díjai, elismerései
- A Magyar Érdemrend tisztikeresztje polgári tagozat (2015) [8]
- Kazinczy-díj (2016)[9]
- Körmendy-díj